# Lista de equipes da IndyCar Series
Segue a lista de equipes que participaram da IndyCar Series.

## Equipes ativas
- A. J. Foyt Enterprises
  - Chefe de equipe: A. J. Foyt
  - Pilotos: Santino Ferrucci (norte-americano, #14) e David Malukas (norte-americano, #tba)

- Andretti Global
  - Chefe de equipe: Michael Andretti
  - Pilotos: Colton Herta (norte-americano, #26), Kyle Kirkwood (norte-americano, #27), Marcus Ericsson (sueco, #28) e Marco Andretti (norte-americano, #98[nota 1])

- Arrow McLaren
  - Chefes de equipe: Tony Kanaan
  - Pilotos: Patricio O'Ward (mexicano, #5), Nolan Siegel (norte-americano, #6), Christian Lundgaard (dinamarquês, #7) e Kyle Larson (norte-americano, #17 - apenas a Indy 500)

- Chip Ganassi Racing
  - Chefe de equipe: Chip Ganassi
  - Pilotos: Kyffin Simpson (caimanês, #8)  Scott Dixon (neozelandês, #9) e Álex Palou (espanhol, #10)

- Dale Coyne Racing
  - Chefe de equipe: Dale Coyne
  - Pilotos: TBA , Takuma Sato (japonês, #51[nota 2])

- Ed Carpenter Racing
  - Chefe de equipe: Ed Carpenter
  - Pilotos: Alexander Rossi (norte-americano, #20) e Christian Rasmussen (dinamarquês, #21)

- Juncos Hollinger Racing
  - Chefe de equipe: Ricardo Juncos
  - Piloto: Conor Daly (norte-americano, #77) e Sting Ray Robb (norte-americano, #78)

- Meyer Shank Racing (ex-Michael Shank Racing)
  - Chefe de equipe: Mike Shank
  - Piloto: tba (tba, #06), Felix Rosenqvist (sueco, #60) e Marcus Armstrong (neozelandês, #66)

- Prema Racing
  - Chefe de equipe: Angelo Rosin
  - Piloto: Robert Shwartzman (russo/israelita, #83) e Callum Ilott (inglês, #90)

- Rahal Letterman Lanigan Racing
  - Chefes de equipe: Bobby Rahal, David Letterman e Mike Lanigan
  - Pilotos: Graham Rahal (norte-americano, #15), Devlin DeFrancesco (canadiano, #30) e Louis Foster (britânico, #45)

- Team Penske
  - Chefe de equipe: Roger Penske
  - Pilotos: Josef Newgarden (norte-americano, #2), Scott McLaughlin (neozelandês, #3) e Will Power (australiano, #12)

Equipa a tempo parcial:
- Dreyer & Reinbold Racing
- Chefes de equipe: Dennis Reinbold e Robbie Buhl
- Piloto: Ryan Hunter-Reay (norte-americano, #23[nota 3]) e Jack Harvey (norte-americano, #24[nota 4])

## Equipes extintas
Algumas equipes ainda existem, mas participam em outras categorias.
- 310 Racing (2002)
- ABF Motorsports
- Access Motorsports (2003–2004)
- Agajanian/Boat Racing
- American Dream Motorsports (2005–2008)
- Arizona Motorsports
- Beck Motorsports (1996–1997, 1999–2009)
- Blair Racing (2002)
- Blueprint Racing
- Blueprint-Immke Racing
- Bradley Motorsports (1996–2002)
- Brant Racing
- Bryan Herta Autosport (2010–2015)[nota 5]
- Byrd-Cunningham Racing
- Byrd-Treadway Racing
- Byrd/Leberle-Treadway Racing
- Cahill Racing (1998–2002)
- Carlin Motorsport (2018–2021)
- CFH Racing (2015)
- Chastain Motorsports (1996–1998, 2007)
- Cheever Racing (1996–2006)
- Chitwood Motorsports
- Citrone/Buhl Autosport (2020)
- Clauson-Marshall Racing (2019)
- Cobb Racing
- Conti Racing
- Conquest Racing (2002, 2008–2011)
- Convergent Racing
- Coulson Racing
- Crest Racing
- Cunningham Racing
- CURB/Agajanian/Beck Motorsports
- CURB/Agajanian/3G Racing
- Della Penna Motorsports (1996–1997)
- Dick Simon Racing
- DR Motorsports
- DragonSpeed (2019–2020)[nota 6]
- Euromotorsport (1996/97)
- Fan Force United (2012)
- Fernández Racing (2004–2006)
- Galles Racing (1996–2001)
- Genoa Racing
- Harding Steinbrenner Racing (2017–2019)[nota 7]
- Harrington Motorsports
- Hemelgarn Racing (1996–2009)
- Heritage Motorsports
- HVM Racing (2008–2012)
- Hubbard-Immke Racing
- Immke Racing
- Indy Regency Racing (2000–2002)
- ISM Racing (1996–1998)
- IZ Racing
- Jonathan Byrd's Racing (1996–2001, 2005, 2015–2016)
- Kelley Racing (1996–2004)
- Kingdom Racing
- Knapp Motorsports
- KV Racing Technology (2008–2016)
- Lazier Partners Racing (2013–2017)
- Leigh Miller Racing
- Logan Racing
- LP Racing
- LSJ Racing
- Luyendyk Racing
- McCormack Motorsports (1996–2001)
- Metro Racing
- Mid America Motorsports
- Mo Nunn Racing (2002–2004)
- Newman-Haas (2004–2011)
- Nienhouse Motorsports
- Pacific Coast Motorsports (2008)
- Pagan Racing (1996–2000)
- Panther Racing (1998–2013)
- Paretta Autosport (2021–2022)
- Patrick Racing (2004)
- PCI
- PDM Racing (1996–2007)
- Phoenix Racing
- PIRTEK Team Murray (2016)
- Playa del Racing
- Project Indy (1996–1997)
- R & S Cars
- Racing Professionals (2002, 2007)
- Richard Childress Racing
- Robby Gordon Motorsports (2004)
- Roe Racing
- Roth Racing (2004–2008)
- RSM Marko
- SAMAX Motorsport (2007)
- Sarah Fisher Hartman Racing (2008–2014)
- SH Racing (2011)
- Sinden Racing
- SRS
- Super Aguri Fernández Racing
- Team Coulson (1998–2002)
- Team Green
- Team KOOL Green
- Team Leader Motorsports (2006–2007)
- Team Menard (1996–2003)
- Team Pelfrey (1998–2000)
- Team Sabco
- Team Scandia (1996–1999)
- TeamXtreme Racing (1999–2001)
- Tempero-Giuffre Racing
- Top Gun Racing (2021)
- Treadway Racing (1996–2002)
- Treadway-Vertex Cunningham Racing
- Tri-Star Motorsports
- Truscelli Racing
- Vision Racing (2005–2009)
- Walker Racing (1996, 2000–2001, 2008)
- Zali Racing
- Zunne Group Racing